# شهرستان گارفیلد (کلرادو)
شهرستان گارفیلد، کلرادو (به انگلیسی: Garfield County, Colorado) یک سکونتگاه مسکونی در ایالات متحده آمریکا است که در کلرادو واقع شده‌است.

## خصوصیات
شهرستان گارفیلد ۷٬۶۵۶٫۰۵ کیلومترمربع مساحت دارد.